# Kurganska oblast
Kurganska oblast (rusko Курга́нская о́бласть) je oblast v Rusiji v Uralskem federalnem okrožju. Leži v porečju rek Tobola in Isete. Na severu meji na Sverdlovsko oblast, na vzhodu na Tjumensko oblast, na jugu na Kazahstan in na zahodu na Čeljabinsko oblast. Ustanovljena je bila 6. februarja 1943. Leta 1959 je bil oblasti podeljen Red Lenina.